# جوریس کالنیش
جوریس کالنیش (انگلیسی: Juris Kalniņš؛ ۸ مارس ۱۹۳۸ – ۹ فوریهٔ ۲۰۱۰) بازیکن بسکتبال اهل اتحاد جماهیر شوروی سوسیالیستی بود.
وی در مسابقات کشوری و بین‌المللی در مجموع برندهٔ ۱ مدال نقره شده‌است.